# The Bombing Islands
The Bombing Islands (ボンビンアイランド?) è un videogioco rompicapo del 1999 pubblicato da Kemco per PlayStation. Oltre ad una versione per telefono cellulare, del gioco è stata realizzata una conversione per Nintendo 64 dal titolo Charlie Blast’s Territory.
Il protagonista della versione PlayStation è Kid Klown.

## Modalità di gioco
The Bombing Islands è composto da 60 livelli rompicapo in grafica tridimensionale isometrica.